# アルバート・ギャラティン
エイブラハム・アルフォンス・アルバート・ギャラティン（Abraham Alfonse Albert Gallatin、1761年1月29日 - 1849年8月12日）は、アメリカ合衆国の民族学者、言語学者、政治家、外交官。草創期のアメリカ合衆国において、13年間近く (4653日) にわたって財務長官を務めた。
ギャラティンはアメリカ先住民族について詳しい研究を行い、アメリカ民族学会を設立したことから、アメリカ民族学の父とも呼ばれている。

## 生涯

### 青年期
1761年、ギャラティンはスイスのジュネーヴにおいて、裕福な家庭に生まれた。ギャラティンは1780年にマサチューセッツ州に移住すると、商業の世界に身を置いたが、間もなくハーバード大学でフランス語の教員となった。その後ギャラティンはペンシルベニア州ファイエット郡に土地を購入し、モノンガヒラ川を臨む場所に家を建てると、1784年にそこへ移住した。（ギャラティンが購入した土地は当初バージニア州の領域であったが、間もなくペンシルベニア州に移管された。現在、ギャラティンの邸宅はフレンドシップ・ヒル国立史跡の一部として国立公園局が管理している。）

### 議会議員時代
ギャラティンはペンシルベニア州に移住すると、間もなく活発な政治活動を行うようになった。1789年、ギャラティンはペンシルベニア州の憲法制定会議の一員となり、1790年の州議会に当選を果たした。そしてギャラティンはペンシルベニア州下院議員を1792年まで務め、財政政策に明るい人物として高い評価を得た。その後ギャラティンは1793年のアメリカ合衆国上院議員選挙でも勝利を収め、就任の宣誓も行ったが、市民権の取得から十分な期間を経過していなかったために当選取り消しとなった。
1794年、ペンシルベニア州西部でウィスキー税反乱が勃発すると、約5000人の農民軍が結集して気勢を上げた。ギャラティンはこの反乱を穏便に抑えるため、調停交渉による解決を図り、事態は平穏へと向かわせた。そして同年、ギャラティンは連邦議会の下院議員選挙に出馬し当選を果たすと、続く1796年、1798年の選挙でも勝利を収め、第4回から第6回まで下院でリーダを務めた。ギャラティンは創設間もない民主共和党において重要な地位を担い、財政問題に関する広報担当を務めた。当時の連邦議会では連邦党のアレクサンダー・ハミルトンが最大勢力を掌握していたが、ギャラディンはハミルトンの打ち出すあらゆる政策に反対し続けた。
ギャラティンは民主共和党の幹部として、財政責任を守るため、オリヴァー・ウォルコット財務長官に多くの圧力をかけた。またギャラティンは下院財政委員会（後の歳入委員会）発足に助力した一方、ギャラティンの意に反するような議会運営に対しては下院の予算を巧みに保留することで対抗した。
予算を巡る対立の中には、大声で罵り合うような熾烈な議論もあった。ギャラティンが海軍に対する政府歳出予算の保留を決定したときには連邦党員から激烈な反感を買い、フランスのスパイとして告発された。1798年に制定された外国人・治安諸法は、ギャラティンの行動を抑制したいというトーマス・ジェファーソンの意向によるものでもあった。

### 財務長官時代

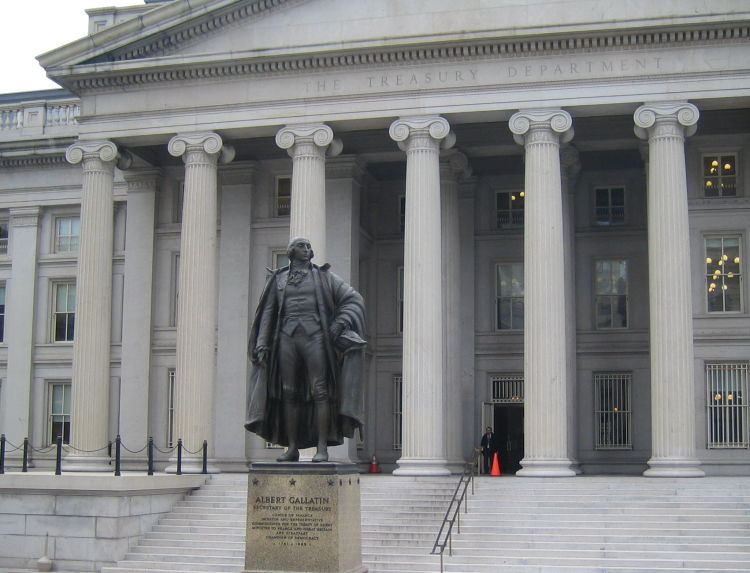
ワシントンD.C.の財務省前に建てられたギャラティンの銅像

1801年、トマス・ジェファーソンが大統領に就任すると、ジェファーソンはギャラティンを財務長官に指名した。ギャラティンはジェファーソンの次の大統領ジェームズ・マディソンからも財務長官に指名され、1814年までの13年間、財務長官を務め続けた。
ギャラティンは財務長官就任直後から連邦予算の均衡を保つことを重視し、大きな成功を収めた。また1803年にはギャラティンの努力により1500万ドルという破格の値段でミシシッピ川流域の土地を購入することに成功し、一度の増税も行うことなくルイジアナ買収を達成した。ギャラティンはその後も合衆国の拡張を目指し、ルイス・クラーク探検隊の計画策定にも参加した。
1812年、アメリカ合衆国がイギリスに宣戦布告し米英戦争が開戦したが、連邦政府は戦争に対する財政的な準備ができていなかった。開戦の前年の1811年、連邦政府の通貨問題処理と通貨保管を役割としていた第一合衆国銀行がギャラティンの強い反対にもかかわらず廃止され、さらにヨーロッパの外国人株主に配当約700万ドルを支払う必要があった。そして米英戦争による直接軍事費やイギリスの同盟国との通商停止、イギリスの海上封鎖による関税収入の減少は、合衆国の財政状況を一気に赤字へと追い込むことになった。1813年には1500万ドルの歳入に対し3900万ドルの歳出を計上した。
ギャラティンは財政を立て直すため、政府資金の預託先として州法銀行を活用することを試みた。しかし各預託銀行は互いの銀行券の受け入れを拒否するなどしたため、政府財政の混乱に拍車をかけた。
ギャラティンはウイスキーや塩に対する間接税、土地や奴隷に対する直接税の導入を強いられた。これらはかつてギャラティンが非難した連邦党の政策とほとんど同じものであったことから、ギャラティンは議会からの猛烈な抗議に晒されることになった。またギャラティンは6900万ドルの赤字を補填するため債券を発行し、軍事費を賄った。戦争の直接費は総計8700万ドルに達し、最終的には財務省自らが財務省紙幣を発行して急場を凌ぐことになった。
ギャラティンはこの苦い経験から、終戦後の1816年に第二合衆国銀行の設立を支援した。

### 外交官時代
1813年、米英戦争解決のためロシア帝国が仲裁し設けられた和平会談に、ジェームズ・マディソン大統領はアメリカ合衆国の代表としてギャラティンを派遣した。イギリスは直接会談を主張したため会談自体が行われなかったが、その後のフランスでの交渉に向けて代表団をまとめる必要があったため、翌1814年、ギャラティンは財務長官の辞任を申し出た。そしてギャラティンは米英戦争終結のためのガン条約締結に際し和平交渉委員の1人として会議に出席し、優れた外交的手腕を発揮した。
米英戦争終戦後、フランスに残ることを決めたギャラティンは、駐仏公使としてマディソン大統領から厚遇を受けた。そしてギャラティンは1816年から1823年まで大使を務めた後、アメリカ合衆国に帰国した。帰国後、ギャラティンは民主共和党のアメリカ合衆国副大統領候補に選出されたが、マーティン・ヴァン・ビューレンの説得により本選への出馬を辞退した。
ギャラティンはペンシルベニア州の自宅で静かな生活を送ることを試みたが、当時の世界情勢がギャラティンを休めることは無かった。アメリカ合衆国とイギリスとの間では、アメリカ大陸北西海岸に注ぐコロンビア川水系を巡り、多くの論争が発生していた。この問題に対しギャラティンは「隣接の原則」を主張し、ロッキー山脈西部の土地が合衆国の領土である以上、それに隣接する土地に対しても所有権を主張することは何ら不合理なことではないと述べた。そしてその後、この隣接の原則は、アメリカが領土を西方へ拡張するための正当な前提として認められるようになった。
その後ギャラティンはイギリスに渡り、1826年から1827年まで駐英公使を務めた。

### 晩年
イギリス全権大使を退任後、ギャラティンはニューヨーク市に移住した。ギャラティンは1831年にニューヨーク大学を設立し、下層階級から中層階級の市民に大学教育を提供した。また同年には金融思想史を語る上では欠かすことのできない名著『合衆国の通貨と銀行に関する考察』を発表した。その後ギャラティンはニューヨーク国立銀行（後にギャラティン銀行と改称される）の総裁に就任し、1839年までその職を務めた。そして1849年、ギャラティンはロングアイランドのアストリアで死去した。ギャラティンの遺体はニューヨーク市内のトリニティ教会墓地に埋葬された。

## 業績

### アメリカ先住民族の研究
ギャラティンは生涯の大半を公職に費やした一方で、アメリカ先住民族の言語や文化に関する研究も行った。ギャラティンは連邦政府の仕事を通じて知り合った陸軍長官ルイス・カス、探検家ウィリアム・クラーク、インディアン局長トマス・マッケニーらとたびたび会合し、情報の収集を行った。ギャラティンは先住民族チェロキーの部族指導者ジョン・リッジとも個人的に親交を深め、チェロキー語の語彙や言語構造を教わった。そしてギャラティンは研究の成果として1826年に『合衆国のインディアンの言語の表』を、1836年に『北アメリカのインディアンの部族の概要』を発表した。ギャラティンは研究により、南北アメリカ大陸の先住民族は言語的かつ文化的に結びつきがあることを導き出し、南北アメリカ大陸の先住民族の祖先は先史時代にアジアから移住してきた共通の祖先であると結論付けた。

## 著書
- Considerations on the Currency and Banking System of the United States (1831).
- A Table of Indian Languages of the United States (1826).
- Synopsis of the Indian Tribes of North America (1836).